# Ноякерт
Нояке́рт (арм. Նոյակերտ), раннее Халиса́ (азерб. Xalisa, курд. Xelîsê) — село в Араратской области Армении. Население на 2011 год составляет 1634 человек.

## География
Село расположено в юго-западной части марза, к востоку от реки Веди, при автодороге , на расстоянии 13 километров к юго-востоку от города Арташат, административного центра области. Абсолютная высота — 820 метров над уровнем моря.
Климат
Климат характеризуется как семиаридный (BSk в классификации климатов Кёппена). Среднегодовая температура воздуха составляет 12,8 °C. Средняя температура самого холодного месяца (января) составляет −2,6 °С, самого жаркого месяца (июля) — 26,7 °С. Расчётная многолетняя норма атмосферных осадков — 260 мм. Наибольшее количество осадков выпадает в мае (45 мм).

## Население
По данным «Сборника сведений о Кавказе» за 1880 год в селе Халиса Эриванского уезда по сведениям 1873 года было 138 дворов и проживало 764 азербайджанца (указаны как «татары»), которые были шиитами. Также в селе был расположен мусульманский молитвенный дом.
По данным Кавказского календаря на 1912 год, в селе Халиса Эриванского уезда проживало 968 человек, в основном азербайджанцев, указанных как «татары».
Согласно Постановлению Совета Министров СССР № 4083 от 23 декабря 1947 года часть жителей села Халиса Вединского района Армянской ССР в конце 40-х—начале 50-х годов было депортировано в Азербайджанскую ССР (подробнее см. статью «Депортация азербайджанцев из Армении (1947—1950)». Несмотря на давления со стороны властей, часть жителей села сумела уклониться от депортации.
В 1937 году курды подверглись насильственной депортацией из приграничных с Турцией районов в Среднюю Азию. До депортации в Халисе они составляли четверть населения. Сами курды вели полуоседлый образ жизни. Основная деятельность — скотоводство и разбой. Часто записывались в составе закавказских татар.
В селе Халиса родился Национальный герой Азербайджана Миралекпер Ибрагимов.
| Год переписи | Население          | Население          | Население          | Население            | Население            | Население            |
| Год переписи | Наличное население | Наличное население | Наличное население | Постоянное население | Постоянное население | Постоянное население |
| Год переписи | Всего              | Мужчины            | Женщины            | Всего                | Мужчины              | Женщины              |
| ------------ | ------------------ | ------------------ | ------------------ | -------------------- | -------------------- | -------------------- |
| 2001         | 1764               | 844                | 920                | 1937                 | 925                  | 1012                 |
| 2011         | 1552               | 752                | 800                | 1634                 | 816                  | 818                  |

| Год  | Численность | Численность |
| ---- | ----------- | ----------- |
| 1831 | 149         | [ 13 ]      |
| 1873 | 864         | [ 14 ]      |
| 1897 | 1165        | [ 13 ]      |
| 1926 | 1000        | [ 13 ]      |
| 1939 | 1087        | [ 13 ]      |
| 1959 | 1341        | [ 13 ]      |
| 1970 | 2135        | [ 13 ]      |
| 1979 | 2476        | [ 13 ]      |
| 1989 | 1752        | [ 15 ]      |
| 2001 | 1937        | [ 15 ]      |
| 2011 | 1634        | [ 16 ]      |